# Dorin Chirtoacă
Dorin Chirtoacă (n. 9 august 1978, Colonița, municipiul Chișinău, Republica Moldova) este un politician din Republica Moldova, primar de Chișinău din 2007 până în 2018; prim-vicepreședinte al Partidului Liberal din 2010 și vicepreședinte din 2005.

## Biografie
Dorin Chirtoacă s-a născut pe 9 august 1978, în satul Colonița, municipiul Chișinău, RSS Moldovenească, URSS. Cursul gimnazial l-a petrecut la liceul „Gheorghe Asachi” din Chișinău, pe care l-a absolvit în 1993. Apoi a urmat cursurile Liceului „C. Negruzzi” din Iași, unde a obținut în 1997 diploma de bacalaureat. În 2001 a absolvit Facultatea de Drept a Universității din București și Colegiul Juridic Franco-Român de Studii Europene (filială a Universității Sorbona din Paris), obținând diplomă de licență în Drept European (MAITRISE EN DROIT, Mention DROIT EUROPEEN) de la Universitatea Sorbona.

## Activitate profesională
Între anii 2000–2001 a activat ca redactor al emisiunii „Surprize surprize” de pe TVR 1. În 2002–2003 a fost redactor-șef al aceleiași emisiuni. Între 2003–2005 a fost coordonator de proiecte la Comitetul Helsinki pentru Drepturile Omului din Republica Moldova.

## Activitate politică
Din mai 2005 Dorin Chirtoacă este vicepreședinte al Partidului Liberal.
A participat din partea Partidului Liberal la alegerile locale din 10 iulie 2005 pentru funcția de primar general al municipiului Chișinău, acumulând 7,13% (11.091 de voturi), clasându-se pe locul trei. Alegerile au fost considerate nevalabile deoarece la ele au participat mai puțin de 1/3 din numărul persoanelor înscrise în listele electorale. La scrutinul următor din 27 noiembrie 2005, Dorin Chirtoacă a obținut 25,14% (32.098 de voturi) și s-a plasat pe locul 2. Participarea electoratului la votare (22,42%) a fost sub limita de validare a alegerilor. La alegerile repetate din 11 decembrie 2005, Chirtoacă acumulează 35,62% (45.299 de voturi), fiind al doilea rezultat după Vasile Ursu (candidat independent) 52,91%. Participarea la scrutin a fost de 22,62%, ceea ce din nou a fost insuficient pentru a considera valabile alegerile. Convocarea alegerilor noi a fost amânată pentru o perioadă nedeterminată.
La alegerile locale generale din 3 iunie 2007 candidează din nou la funcția de primar din partea aceluiași partid, obținând 24,37% din voturi (locul 2) și a trecut în turul doi unde a concurat cu primarul interimar Veaceslav Iordan (care obținuse doar cu 3% mai mult). La finele acestor alegeri din 17 iunie 2007, în condițiile coalizării majorității partidelor din opoziție împotriva candidatului comunist, Dorin Chirtoacă a fost ales primar general al municipiului Chișinău cu 61,17% voturi.
La Congresul III al PL din 26 septembrie 2010 este ales în calitate de prim-vicepreședinte al Partidului Liberal.
La 1 decembrie 2018,  la Congresul V al PL, Dorin Chirtoacă este ales, Președintele al Partidului Liberal

### Primar de Chișinău
Din 17 iunie 2007 este primar general al municipiului Chișinău, obținând victoria cu 61,17% în fața candidatului comunist Veaceslav Iordan. Astfel, la ai săi 29 de ani pe atunci, Dorin Chirtoacă devenise cel mai tânăr primar al unei capitale europene.
După un an de activitate, Dorin Chirtoacă a ținut o conferință de presă în Grădina Publică Ștefan cel Mare și Sfânt prin care a făcut bilanțul activității după primul an de mandat. Raportul primarului a fost constituit din două nivele (Realizări 2007-2008 și Priorități 2008-2009). Anii 2007 și 2008 au fost marcați de neînțelegeri între Dorin Chirtoacă, ca primar, și autoritățile centrale comuniste. Astfel, în ajunul sărbătorilor de iarnă au apărut dispute în privința pomului de Crăciun. În 2007 bradul instalat de Primărie a "dispărut" peste noapte din Piața Marii Adunări Naționale (PMAN), iar în locul respectiv, Guvernul (comunist) a adus un alt brad. Atunci primăria a găsit bradul și l-a adus în fața sediului primăriei, ca pe 25 decembrie să organizeze și un concert de Crăciun cu participarea maestrului Eugen Doga. În 2008 „problema bradului” a reapărut. Poliția a "arestat" bradul care urma să fie instalat de către primărie în PMAN, în timp ce acesta era adus la Chișinău. Motivul invocat a fost lipsa unui aviz din partea Inspectoratului Ecologic de Stat și pomul trebuia supus unei expertize privind proveniența. Pomul fu plasat în curtea Ocolului Silvic de la Strășeni, de unde dispăruse într-o noapte, ca într-o altă noapte să fie adus în curtea unui orfelinat din Strășeni cu mașini și macarale și împodobit de polițiști.
În 2009, Chirtoacă a participat la ambele scrutine pentru alegerile parlamentare, fiind primul pe lista de candidați ai Partidului Liberal, însă ulterior a renunțat la mandatul obținut pentru a-și continua activitatea de primar de Chișinău.
În 2011 a fost reales în funcția de primar, învingându-l în turul doi de scrutin pe socialistul Igor Dodon.
Pentru alegerile parlamentare din Republica Moldova din 2014, Dorin Chirtoacă, de asemenea a degrevat din funcție pentru un scurt timp pentru a se înscrie pe listele partidului la scrutin, iar ulterior a revenit în funcție.
La alegerile locale din Chișinău din 14 iunie 2015, Chirtoacă s-a înscris în cursa electorală în ultima zi prevăzută de codul electoral (14 mai) după care a degrevat din funcție pentru cele două luni de campanie electorală. În primul tur de scrutin el a acumulat 37,52%, fiind urmat de Zinaida Greceanîi (din partea Partidului Socialiștilor) cu 35,68%. Cei doi s-au confruntat direct pe 28 iunie 2015 în turul doi de scrutin, Chirtoacă obținând 53,54% din voturi și câștigând cel de-al treilea mandat consecutiv de primar al municipiului Chișinău.
La 25 mai 2017, Chirtoacă a fost arestat de colaboratori ai Centrului Național Anticorupție, împreună cu alți nouă angajați ai primăriei, în legătură cu scandalul parcărilor cu plată, care a erupt la începutul anului. Fostul edil, care pledează nevinovat, a reiterat că acest dosar în care este cercetat din 2017 ar fi o comandă politică. Liderul Partidului Liberal și fostul primar al Chișinăului Dorin Chirtoacă acuză Procuratura Anticorupție că i-ar fi fabricat și falsificat dosarul parcărilor cu plată în care este învinuit de corupere pasivă și trafic de influență. Chirtoacă, care pledează nevinovat, a declarat luni, 15 aprilie 2019, la o conferință de presă că unele probe din dosar ar fi fost ascunse. Liderul liberalilor a prezentat dovezi că atât studiul de fezabilitate, cât și caietul de sarcini pentru înființarea de parcări ar fi fost anterior recunoscute ca probe în dosar, lucru negat de Procuratură. Potrivit fostului edil tocmai aceste documente, ce ar fi fost excluse din dosar, i-ar confirma nevinovăția și ar arată cine de fapt se face vinovat.
Acest dosar al lui Dorin Chirtoacă este descris pe larg în recentul raport anual privind situația drepturilor omului în lume al Departamentului de Stat din SUA, raport care deplânge fenomenul justiției selective din R. Moldova.
La 28 iulie 2017 a fost suspendat din funcția primarului mun. Chișinău conform deciziei judecătoriei sectorului Buiucani din capitala Republicii Moldova.
La 16 februarie 2018 și-a dat demisia din funcția primarului mun. Chișinău pentru a declanșa alegeri anticipate pentru funcția de primar general al municipiului Chișinău.

## Viața personală

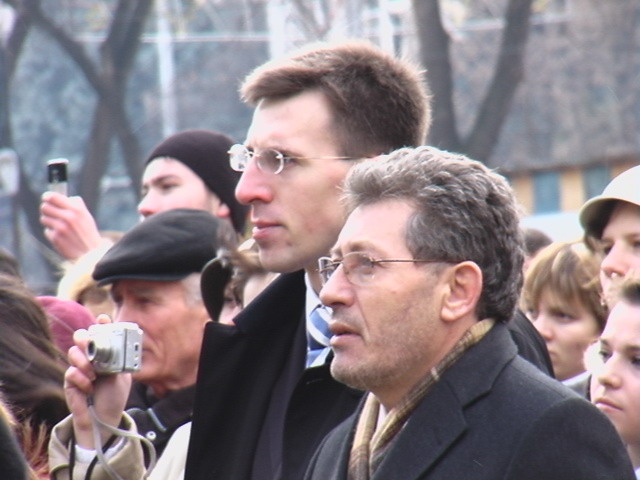
Dorin Chirtoacă alături de unchiul său Mihai Ghimpu

Dorin Chirtoacă este nepotul fraților Gheorghe Ghimpu și Mihai Ghimpu, politicieni și figuri importante în renașterea națională a basarabenilor la sfârșitul anilor 1980 - începutul anilor 1990.
Chirtoacă este nașul de botez al Sofiei Anais, fiica Elenei Băsescu și a lui Bogdan Ionescu, și nepoata fostului președinte al României, Traian Băsescu, aflat în funcție în acel moment. Botezul a avut loc pe 30 noiembrie 2013.
Înainte de alegerile locale din iunie 2015, acesta a spus că se va căsători dacă va câștiga al 3-lea mandat de primar. Pe data de 31 august 2015, de ziua limbii române Chirtoacă a cerut-o în căsătorie pe jurnalista PRO TV Chișinău Anișoara Loghin, pe scena de sărbătoare din Piața Marii Adunări Naționale, primind un răspuns afirmativ. Pe 20 mai 2016 cei doi au făcut nunta. Cununia religioasă a avut loc la Biserica Sfânta Teodora de la Sihla. La mai puțin de o săptămână după nuntă, pe 25 mai, Chirtoacă și soția sa au devenit nași, cununând cuplul format din jurnalista PRO TV Chișinău Tatiana Calișciuc și Augustin Nastas.
Dorin Chirtoacă cunoaște limbile: română - limbă maternă, franceză - avansat, engleză - avansat, rusă - avansat, germană - începător.

## Distincții și decorații
Pe 10 septembrie 2013 Dorin Chirtoacă a fost decorat la Castelul Peleș, de către Casa Regală a României, cu Ordinul Coroana României în grad de Cavaler. Pe 26 martie 2014, șeful statului român, Traian Băsescu i-a acordat Ordinul Național „Steaua României”, în grad de Ofițer. El a returnat decorația în 2022, după ce președintele Klaus Iohannis l-a decorat pe politicianul moldovenist Marian Lupu.